# Equestria
Equestria az Én kicsi pónim: Varázslatos barátság című rajzfilmsorozat színteréül szolgál, mely egyaránt tartalmaz erdőket, réteket, tavakat és kisebb vagy nagyobb városokat.
Equestria sokak által ismert uralkodója a két nővér, Celestia hercegnő, a hercegnő, ki szarvával felhúzza a napot az égre és Luna hercegnő, aki a Hold mozgatásáért felelős. A kettőjük harmóniája felelős Equestria békéjéért.

## Városok
- Canterlot (főváros)
- Ponyville (vidéki kisváros)
- Cloudsdale (lebegő felhőváros)
- Las Pegasus (nagyváros)
- Manehattan (nagyváros)
- Baltimare (nagyváros)
- Fillydelphia (nagyváros)
- Appleoosa (vadnyugati kisváros)
- Vanhoover (kisváros)
- Griffonstone (kisváros, nem Equestria része)
- Kristály Birodalom (Equestriával és Yakyakisztánnal határos Királyság)
- Yakyakisztán (Equestriával és a Kristály Birodalommal hatásos Hercegség)
- Szellőcskefalu (minifalu, nincs jelezve a térképen)

## Equestria főbb uralkodói
- Celestia hercegnő (Canterlot)  Equestria Legfőbb Úrnője, a Nap Hercegnője
- Luna hercegnő (Canterlot) Hivatalosan Equestria társuralkodója, bár általában másodlagos szerepet vállal Celestia mellett, a Hold Hercegnője
- Cadence hercegnő (Kristály Birodalom) A Kristály Birodalom és a Szeretet Hercegnője
- Twilight Sparkle Hercegnő (Ponyville) A Barátság Hercegnője, később Equestria uralkodója.
- Chrysalis királynő (Alakváltó Birodalom) Az Alakváltók Úrnője
- Sombra Király (Kristály Birodalom) A Kristály Birodalom egykori elnyomó uralkodója
- Rutherford Herceg (Yakyakisztán) A jakok uralkodója
- VI. Guto Király (Griffonstone) A már elhunyt Guto Király volt az egységes Griff Birodalom utolsó uralkodója
- Novo Királynő (Aris Hegye) Novo Királynő a hipogriffek uralkodónője. Később lánya Skystar Hercegnő vette át a helyét

## Főbb fajok
- Pónik: A pónik tulajdonképpen az általunk is ismert lovak, melyek többfajta színben pompázhatnak, ducik, vagy soványak, valamint különböző méretűek tudnak lenni. Képesek a beszédre, mozgásra, stb. Noha a varázslat Equestria szerves részét képezi, és minden póniban megtalálható, azt tudatosan irányítani többnyire csak az unikornisok tudják. Három pónifaj létezik: pegazusok (szárnyaspónik), unikornisok (szarvval rendelkező, szárny nélküli pónik) és a földpónik (szárnnyal és szarvval nem rendelkező egyszerű pónik), emellett egy ritka, természetes úton csak rendkívül kivételes körülmények között születő alfajuk az alikornisok (szárnnyal és szarvval rendelkező pónik). Egy póninak módjában áll alikornissá válni, de ahhoz egy rendkívül jelentős tett végrehajtása szükséges. (A sorozatban így vált Twilight Sparkle alikornissá) Minden póniban az a közös, hogy nagy koruktól mindegyikőjüknek van a hátsóján szépségjegye, mely azt határozza meg, hogy egy-egy póni miben jó. A szépségjegy mindig egy kisméretű, egyszerű rajzzal ábrázolja az adott tárgyat vagy cselekvést, amiben az adott póni jó.
- Sárkányok: Jól ismert, beszélni tudó gyíkszerű lények, akik Equestria délkeleti részén élnek. Tudnak tüzet okádni és lávában fürdeni. Mindegyikőjük más méretű és színű. Van, hogy négykézláb, és van, hogy csak két lábon állnak.
- Yakok: intelligens, szőrös emlős állatok, akik az északi Yakyakisztánban élnek. Képesek a beszédre. Négy lábon állnak. Patás állatok, akiknek bikaszerű szarvaik vannak. Beszédmódjukban a szavakat ragozás nélkül használják.
- Griffek: félig sas, félig oroszlán lények, akik képesek a beszédre és akik Griffonstone-ban élnek. Fejük egy saséhoz, testük, beleértve a lábat (mellső karokat kivéve), egy oroszlánéhoz hasonlít. Mellső karjuk, szárnyakkal együtt egy sasé. Farkuk egy oroszláné. Történelmük és kultúrájuk gazdag. Vallásuk többistenhit: A világot szerintük a számos kisebb istenségen felül a szélistenek háromsága, Boreas, Eyr és Acturius uralják. Nagyrészt elzárkózottan, kapzsin és önzően viselkednek. Miután az utolsó királyukat VI. Gutót megölte és az istenek adományaként tisztelt aranyszobrukat ellopta az Arimaspi nevű küklopsz, büszkeségük elveszett. Nem képesek szépségjegyet növeszteni. A legendák szerint szent helyük Maar hegye, ahol is a három isten földből és szélből alkotta meg az első griffet.
- Változányok (alakváltók): póniszerű, fekete, rovarokhoz hasonló gonosz lények, akik Equestria mélyén élnek királyságukban. Képesek a beszédre és a repülésre, valamint képesek más élőlények alakját felvenni. Ezek mellett képesek varázsolni. Uralkodójuk Chrysalis királynő. A változányok egyetlen dologgal képesek táplálkozni ez mások (önként felajánlott, vagy erőszakkal elszívott) szeretete. Amennyiben egy alakváltónak önként felajánlja szeretetét és barátságát egy másik lény, képes "megreformálódni", ezek után képes fenntartani magát annak felajánlott szeretetéből, többé nem kényszerülve a szeretet erőszakos elszívására.
- Szellőcskék: kicsi, tündérszerű pónik. Hangjuk vékony, lábuk hosszú és ugyancsak vékony, nagyméretű, átlátszó pillangószárnyuk van. Ugyanolyan színekben tudnak pompázni, mint a náluk sokkal nagyobb pónik. Nem tudnak szépségjegyet növeszteni. A Szellőcskefalu az otthonuk. A hím és a nőstény szellőcske alakja annyira hasonlít, hogy csak a szempillájuk állásából állapítható meg a nemük. Saját nyelvük van, amely eléggé összetett.
- Hipogriffek: A hipogriffek a távoli Aris Hegyénel élő, vízalatti faj, akik évszázadok óta elzárkózásban élnek. A felszínen griffekéhez hasonló alakot vesznek fel, a víz alatt uszonnyal rendelkeznek.
- Yetik: A sorozatban szinte semmilyen információ nem található róluk. Egyetlen ismert képviselőjük a Viharkirály.
- Kirinek: Némileg a szarvasra hasonlító póniszerű lények. Szarvval rendelkeznek. Az érzelmeik erősen irányítják őket: Düh vagy szomorúság hatására tűzokádó gonosz megfelelőjükké a nirikekké változnak. Ennek elkerülése érdekében egy varázsforrás erejével megfosztották magukat a hangjuktól.